# Essigsäure-2-ethylbutylester
Essigsäure-2-ethylbutylester ist eine chemische Verbindung aus der Gruppe der Carbonsäureester.

## Gewinnung und Darstellung
Essigsäure-2-ethylbutylester kann durch Reaktion von 2-Ethylbutanol mit Essigsäureanhydrid oder Essigsäure in Gegenwart von Schwefelsäure gewonnen werden.

## Eigenschaften
Essigsäure-2-ethylbutylester ist eine wenig flüchtige, farblose Flüssigkeit mit fruchtigem Geruch, die schwer löslich in Wasser ist.

## Verwendung
Essigsäure-2-ethylbutylester wird als Aromastoff in Lebensmitteln verwendet. In der EU ist es unter der FL-Nummer 09.025 als Aromastoff für Lebensmittel zugelassen.

## Sicherheitshinweise
Die Dämpfe von Essigsäure-2-ethylbutylester können mit Luft ein explosionsfähiges Gemisch (Flammpunkt 45–50 °C, Zündtemperatur 285 °C) bilden.